# Rhithrogena nuragica
Rhithrogena nuragica is een haft uit de familie Heptageniidae. De wetenschappelijke naam van de soort is voor het eerst geldig gepubliceerd in 1987 door Belfiore.
De soort komt voor in het Palearctisch gebied.